# Сож (Берн)
Сож (фр. Sauge) — громада  в Швейцарії в кантоні Берн, адміністративний округ Бернська Юра.

## Географія
Громада розташована на відстані близько 29 км на північний захід від Берна.
Сож має площу 13,5 км², з яких на 5,8% дозволяється будівництво (житлове та будівництво доріг), 34,6% використовуються в сільськогосподарських цілях, 59,4% зайнято лісами, 0,2% не є продуктивними (річки, льодовики або гори).

## Демографія
2019 року в громаді мешкало 819 осіб (+2,5% порівняно з 2010 роком), іноземців було 12,8%. Густота населення становила 61 осіб/км².
За віковим діапазоном населення розподілялося таким чином: 17% — особи молодші 20 років, 59,5% — особи у віці 20—64 років, 23,6% — особи у віці 65 років та старші. Було 374 помешкань (у середньому 2,2 особи в помешканні).
Із загальної кількості 156 працюючих 25 було зайнятих в первинному секторі, 29 — в обробній промисловості, 102 — в галузі послуг.